# Schwetschkea javensis
Schwetschkea javensis là một loài Rêu trong họ Leskeaceae. Loài này được M. Fleisch. mô tả khoa học đầu tiên năm 1923.